# Колумбія на літніх Олімпійських іграх 2016
Колумбію на літніх Олімпійських іграх 2016 представляли 147 спортсменів в 23 виду спорту.

## Медалісти
| Медаль | Спортсмени          | Вид спорту     | Дисципліна                | Дата      |
| ------ | ------------------- | -------------- | ------------------------- | --------- |
| Золото | Оскар Фігероа       | Важка атлетика | до 62 кг (чоловіки)       | 8 серпня  |
| Золото | Катерін Ібаргуен    | Легка атлетика | потрійний стрибок (жінки) | 14 серпня |
| Золото | Маріана Пахон       | Велоспорт      | BMX (жінки)               | 19 серпня |
| Срібло | Юрі Альвеар         | Дзюдо          | до 70 кг (жінки)          | 10 серпня |
| Срібло | Юберхен Мартінес    | Бокс           | до 49 кг (чоловіки)       | 14 серпня |
| Бронза | Луїс Хав'єр Москера | Важка атлетика | до 69 кг (чоловіки)       | 9 серпня  |
| Бронза | Інгріт Валенсія     | Бокс           | до 51 кг (жінки)          | 18 серпня |
| Бронза | Карлос Рамірес      | Велоспорт      | BMX (чоловіки)            | 19 серпня |

## Спортсмени
| Дисципліна         | Чоловіки | Жінки | Разом |
| ------------------ | -------- | ----- | ----- |
| Стрільба з лука    | 1        | 3     | 4     |
| Легка атлетика     | 18       | 16    | 34    |
| Бокс               | 4        | 1     | 5     |
| Велоспорт          | 11       | 4     | 15    |
| Стрибки у воду     | 3        | 1     | 4     |
| Кінний спорт       | 2        | 0     | 2     |
| Фехтування         | 1        | 1     | 2     |
| Футбол             | 18       | 18    | 36    |
| Гольф              | 0        | 1     | 1     |
| Гімнастика         | 1        | 1     | 2     |
| Дзюдо              | 0        | 2     | 2     |
| Регбі-7            | 0        | 12    | 12    |
| Вітрильний спорт   | 1        | 0     | 1     |
| Стрільба           | 1        | 0     | 1     |
| Плавання           | 3        | 1     | 4     |
| Синхронне плавання | 0        | 2     | 2     |
| Настільний теніс   | 0        | 1     | 1     |
| Тхеквондо          | 1        | 1     | 2     |
| Теніс              | 2        | 1     | 3     |
| Важка атлетика     | 5        | 4     | 9     |
| Боротьба           | 2        | 3     | 5     |
| Разом              | 74       | 73    | 147   |

## Стрільба з лука
| Андрес Піла                               | індивідуальна першість (чоловіки) | 654  | 43 | Mohamad (MAS) L 0–6    | Завершив виступ  | Завершив виступ   | Завершив виступ  | Завершив виступ  | Завершив виступ  | Завершив виступ  |                  |                  |
| Кароліна Агірре                           | індивідуальна першість (жінки)    | 605  | 52 | Сарторі (ITA) L 0–6    | Завершила виступ | Завершила виступ  | Завершила виступ | Завершила виступ | Завершила виступ | Завершила виступ |                  |                  |
| Ана Рендон                                | індивідуальна першість (жінки)    | 641  | 18 | Б'єрендаль (SWE) L 2–6 | Завершив виступ  | Завершив виступ   | Завершив виступ  | Завершив виступ  | Завершив виступ  | Завершив виступ  |                  |                  |
| Наталія Санчес                            | індивідуальна першість (жінки)    | 609  | 48 | Перова (RUS) L 5–6     | Завершив виступ  | Завершив виступ   | Завершив виступ  | Завершив виступ  | Завершив виступ  | Завершив виступ  |                  |                  |
| Кароліна Агірре Ана Рендон Наталія Санчес | командна першість (жінки)         | 1855 | 10 | Н/Д                    | Н/Д              | Індія (IND) L 3–5 | Завершила виступ | Завершила виступ | Завершила виступ | Завершила виступ | Завершила виступ | Завершила виступ |

## Легка атлетика
Легенда
- Note – для трекових дисциплін місце вказане лише для забігу, в якому взяв участь спортсмен
- Q = пройшов у наступне коло напряму
- q = пройшов у наступне коло за добором (для трекових дисциплін - найшвидші часи серед тих, хто не пройшов напряму; для технічних дисциплін - увійшов до визначеної кількості фіналістів за місцем якщо напряму пройшло менше спортсменів, ніж визначена кількість)
- NR = Національний рекорд
- N/A = Коло відсутнє у цій дисципліні
- Bye = спортсменові не потрібно змагатися у цьому колі

Трекові і шосейні дисципліни
Чоловіки
| Спортсмен                                                                | Дисципліна        | Попередній забіг | Попередній забіг | Півфінал        | Півфінал        | Фінал           | Фінал           |
| Спортсмен                                                                | Дисципліна        | Результат        | Місце            | Результат       | Місце           | Результат       | Місце           |
| ------------------------------------------------------------------------ | ----------------- | ---------------- | ---------------- | --------------- | --------------- | --------------- | --------------- |
| Eider Arévalo                                                            | ходьба на 20 км   | Н/Д              | Н/Д              | Н/Д             | Н/Д             | 1:21:36         | 15              |
| Бернардо Балоєс                                                          | 200 м             | 20.78            | 8                | Завершив виступ | Завершив виступ | Завершив виступ | Завершив виступ |
| Дієго Колорадо                                                           | Марафон           | Н/Д              | Н/Д              | Н/Д             | Н/Д             | 2:31:20         | 125             |
| Херальд Херальдо Вілья                                                   | Марафон           | Н/Д              | Н/Д              | Н/Д             | Н/Д             | 2:23:48         | 88              |
| Луїс Фернандо Лопес                                                      | ходьба на 20 км   | Н/Д              | Н/Д              | Н/Д             | Н/Д             | 1:22:32         | 29              |
| Хосе Леонардо Монтанья                                                   | ходьба на 50 км   | Н/Д              | Н/Д              | Н/Д             | Н/Д             | DNF             | DNF             |
| Дієго Паломеке                                                           | 400 м             | 46.48            | 6                | Завершив виступ | Завершив виступ | Завершив виступ | Завершив виступ |
| Джеймс Рендон                                                            | ходьба на 50 км   | Н/Д              | Н/Д              | Н/Д             | Н/Д             | DSQ             | DSQ             |
| Єйсон Рівас                                                              | 110 м з бар'єрами | 13.87            | 2                | Завершив виступ | Завершив виступ | Завершив виступ | Завершив виступ |
| Рафіт Родріґес                                                           | 800 м             | 1:46.65          | 5                | Завершив виступ | Завершив виступ | Завершив виступ | Завершив виступ |
| Андрес Руїс                                                              | Марафон           | Н/Д              | Н/Д              | Н/Д             | Н/Д             | 2:22:09         | 79              |
| Хорхе Армандо Руїс                                                       | ходьба на 50 км   | Н/Д              | Н/Д              | Н/Д             | Н/Д             | 3:51:42         | 17              |
| Мануель Сото                                                             | ходьба на 20 км   | Н/Д              | Н/Д              | Н/Д             | Н/Д             | 1:20:36         | 9               |
| Бернардо Балоєс Carlos Lemos Дієго Паломеке Джон Перласа Антоні Самбрано | 4 × 400 m relay   | 3:01.84          | 6                | Н/Д             | Н/Д             | Завершив виступ | Завершив виступ |

Жінки
| Спортсменка      | Дисципліна        | Попередній забіг | Попередній забіг | Чвертьфінал | Чвертьфінал | Півфінал         | Півфінал         | Фінал            | Фінал            |
| Спортсменка      | Дисципліна        | Результат        | Місце            | Результат   | Місце       | Результат        | Місце            | Результат        | Місце            |
| ---------------- | ----------------- | ---------------- | ---------------- | ----------- | ----------- | ---------------- | ---------------- | ---------------- | ---------------- |
| Аріка Абріль     | Марафон           | Н/Д              | Н/Д              | Н/Д         | Н/Д         | Н/Д              | Н/Д              | 2:44:05          | 73               |
| Сандра Аренас    | ходьба на 20 км   | Н/Д              | Н/Д              | Н/Д         | Н/Д         | Н/Д              | Н/Д              | 1:35:40          | 32               |
| Келліс Аріас     | Марафон           | Н/Д              | Н/Д              | Н/Д         | Н/Д         | Н/Д              | Н/Д              | DNF              | DNF              |
| Есеіда Каррільйо | ходьба на 20 км   | Н/Д              | Н/Д              | Н/Д         | Н/Д         | Н/Д              | Н/Д              | 1:36:28          | 38               |
| Мур'єль Конео    | 1500 м            | 4:09.50          | 10               | Н/Д         | Н/Д         | Завершила виступ | Завершила виступ | Завершила виступ | Завершила виступ |
| Сандра Галвіс    | ходьба на 20 км   | Н/Д              | Н/Д              | Н/Д         | Н/Д         | Н/Д              | Н/Д              | DNF              | DNF              |
| Бріджит Мерлано  | 100 м з бар'єрами | 13.09            | 5                | Н/Д         | Н/Д         | Завершила виступ | Завершила виступ | Завершила виступ | Завершила виступ |
| Анхі Орхуела     | Марафон           | Н/Д              | Н/Д              | Н/Д         | Н/Д         | Н/Д              | Н/Д              | 2:37:05          | 43               |
| Еліцит Паласіос  | 100 м             | Bye              | Bye              | 11.48       | 5           | Завершила виступ | Завершила виступ | Завершила виступ | Завершила виступ |
| Евелін Рівера    | 100 м             | Bye              | Bye              | 11.59       | 6           | Завершила виступ | Завершила виступ | Завершила виступ | Завершила виступ |

Технічні дисципліни
| Спортсмен        | Дисципліна                   | Кваліфікація       | Кваліфікація | Фінал              | Фінал            |
| Спортсмен        | Дисципліна                   | Результат у метрах | Місце        | Результат у метрах | Місце            |
| ---------------- | ---------------------------- | ------------------ | ------------ | ------------------ | ---------------- |
| Йон Мурільйо     | потрійний стрибок (чоловіки) | 16.78              | 8 q          | 17.09 NR           | 5                |
| Маурісіо Ортега  | метання диска (чоловіки)     | 61.62              | 18           | Завершив виступ    | Завершив виступ  |
| Катерін Ібаргуен | потрійний стрибок (жінки)    | 14.52              | 1 Q          | 15.17              | 1                |
| Сандра Лемос     | штовхання ядра (жінки)       | 16.46              | 31           | Завершила виступ   | Завершила виступ |
| Флор Руїс        | метання списа (жінки)        | 62.32              | 9 q          | 61.54              | 9                |
| Йосірі Уррутіа   | потрійний стрибок            | 13.95              | 20           | Завершила виступ   | Завершила виступ |

Комбіновані дисципліни – семиборство (жінки)
| Спортсмен     | Дисципліна | 100Б  | СВ   | ШЯ    | 200 m | LJ   | МС    | 800 m   | Final | Місце |
| ------------- | ---------- | ----- | ---- | ----- | ----- | ---- | ----- | ------- | ----- | ----- |
| Евеліс Агілар | Результат  | 13.84 | 1.74 | 13.60 | 24.12 | 6.23 | 46.90 | 2:14.32 | 6263  | 15    |
| Евеліс Агілар | Очки       | 1001  | 903  | 767   | 969   | 921  | 800   | 902     | 6263  | 15    |

## Бокс
| Спортсмен             | Категорія           | 1/16 фіналу              | 1/8 фіналу           | Чвертьфінали        | Півфінали             | Фінал                | Фінал           |
| Спортсмен             | Категорія           | Суперник Результат       | Суперник Результат   | Суперник Результат  | Суперник Результат    | Суперник Результат   | Місце           |
| --------------------- | ------------------- | ------------------------ | -------------------- | ------------------- | --------------------- | -------------------- | --------------- |
| Юберхен Мартінес      | до 49 кг (чоловіки) | Лоуренсо (BRA) W 3–0     | Ладон (PHI) W 3–0    | Кармона (ESP) W 2–1 | Архілагос (CUB) W 2–1 | Дусматов (UZB) L 0–3 | 2               |
| Сейбер Авіла          | до 52 кг (чоловіки) | Bye                      | Еміхдіо (MEX) W 3–0  | Алоян (RUS) L 0–3   | Did not Advance       | Did not Advance      | Did not Advance |
| Хорхе Вівас           | до 75 кг (чоловіки) | Нтсенге (CMR) L 1–2      | Did not Advance      | Did not Advance     | Did not Advance       | Did not Advance      | Did not Advance |
| Хуан Карлос Каррільйо | до 81 кг (чоловіки) | Adylbek Uulu (KGZ) W 3–0 | Бодерлік (FRA) L 0–3 | Did not Advance     | Did not Advance       | Did not Advance      | Did not Advance |
| Інгріт Валенсія       | до 51 кг (жінки)    | Н/Д                      | Мбуньяде (CAF) W TKO | Лаопім (THA) W 3–0  | Урамуне (FRA) L 1–2   | Завершила виступ     | 3               |

## Велоспорт

### Шосе
| Спортсмен           | Дисципліна                         | Час           | Місце         |               |
| ------------------- | ---------------------------------- | ------------- | ------------- | ------------- |
| Естебан Чавес       | Групова шосейна гонка (чоловіки)   | 6:13:39       | 21            |               |
| Серхіо Енао         | Групова шосейна гонка (чоловіки)   | Не фінішував  | Не фінішував  |               |
| Мігель Анхель Лопес | Групова шосейна гонка (чоловіки)   | Не фінішував  | Не фінішував  |               |
| Харлінсон Пантано   | Групова шосейна гонка (чоловіки)   | Не фінішував  | Не фінішував  |               |
| Рігоберто Уран      | Групова шосейна гонка (чоловіки)   | Не фінішував  | Не фінішував  |               |
| Рігоберто Уран      | роздільна шосейна гонка (чоловіки) | Did not start | Did not start | Did not start |
| Ана Санабріа        | групова шосейна гонка (жінки)      | 4:01:29       | 40            |               |

### Трек
Спринт
| Спортсмен                    | Дисципліна        | Кваліфікація           | Кваліфікація | Раунд 1                         | Втішний поєдинок 1                            | Раунд 2                         | Втішний поєдинок 2              | Чвертьфінали                    | Півфінали                       | Фінал                                                    | Фінал            |
| Спортсмен                    | Дисципліна        | Час Швидкість (км/год) | Місце        | Суперник Час Швидкість (км/год) | Суперник Час Швидкість (км/год)               | Суперник Час Швидкість (км/год) | Суперник Час Швидкість (км/год) | Суперник Час Швидкість (км/год) | Суперник Час Швидкість (км/год) | Суперник Час Швидкість (км/год)                          | Місце            |
| ---------------------------- | ----------------- | ---------------------- | ------------ | ------------------------------- | --------------------------------------------- | ------------------------------- | ------------------------------- | ------------------------------- | ------------------------------- | -------------------------------------------------------- | ---------------- |
| Фабіан Ернандо Пуерта Сапата | спринт (чоловіки) | 9.981 72.137           | 16 Q         | Ґлетцер (AUS) L                 | Сарнецький (POL) Первіс (FRA) W 10.272 70.093 | Кенні (GBR) L                   | Сюй Ч (CHN) Вебстер (NZL) L     | Завершив виступ                 | Завершив виступ                 | 9th place final Вебстер (NZL) Леві (GER) Хогланд (NED) L | 10               |
| Сантьяго Рамірес             | спринт (чоловіки) | 10.199 70.595          | 23           | Завершив виступ                 | Завершив виступ                               | Завершив виступ                 | Завершив виступ                 | Завершив виступ                 | Завершив виступ                 | Завершив виступ                                          | Завершив виступ  |
| Хуліана Гавірія              | спринт (жінки)    | 11.505 62.581          | 24           | Завершила виступ                | Завершила виступ                              | Завершила виступ                | Завершила виступ                | Завершила виступ                | Завершила виступ                | Завершила виступ                                         | Завершила виступ |

Кейрін
| Спортсмен                    | Дисципліна        | Перший раунд | Втішний поєдинок | Другий раунд | Final |
| Спортсмен                    | Дисципліна        | Місце        | Місце            | Місце        | Місце |
| ---------------------------- | ----------------- | ------------ | ---------------- | ------------ | ----- |
| Фабіан Ернандо Пуерта Сапата | Кейрін (чоловіки) | 2 Q          | Bye              | 3 Q          | 5     |
| Марта Байона                 | кейрін (жінки)    | 3 R          | 1 Q              | DNF          | 10    |

Омніум
| Спортсмен        | Дисципліна        | Скретч | Скретч | Індивідуальна гонка переслідування | Індивідуальна гонка переслідування | Індивідуальна гонка переслідування | Гонка на вибування | Гонка на вибування | Гіт з місця на 1 км | Гіт з місця на 1 км | Гіт з місця на 1 км | Гіт з ходу на 250 м | Гіт з ходу на 250 м | Гіт з ходу на 250 м | Гонка за очками | Гонка за очками | Загалом очок | Місце |
| Спортсмен        | Дисципліна        | Місце  | Очки   | Час                                | Місце                              | Очки                               | Місце              | Очки               | Час                 | Місце               | Очки                | Час                 | Місце               | Очки                | Очки            | Місце           | Загалом очок | Місце |
| ---------------- | ----------------- | ------ | ------ | ---------------------------------- | ---------------------------------- | ---------------------------------- | ------------------ | ------------------ | ------------------- | ------------------- | ------------------- | ------------------- | ------------------- | ------------------- | --------------- | --------------- | ------------ | ----- |
| Фернандо Гавірія | омніум (чоловіки) | 8      | 26     | 4:26.649                           | 10                                 | 22                                 | 3                  | 36                 | 1:02.469            | 4                   | 34                  | 13.273              | 10                  | 22                  | 41              | 1               | 181          | 4     |

### Маунтінбайк
| Спортсмен       | Дисципліна             | Час     | Місце |
| --------------- | ---------------------- | ------- | ----- |
| Jonathan Botero | маунтінбайк (чоловіки) | 1:35:44 | 5     |

### BMX
| Спортсмен      | Дисципліна     | Кваліфікація | Кваліфікація | Чвертьфінал | Чвертьфінал | Півфінал | Півфінал | Фінал           | Фінал           |
| Спортсмен      | Дисципліна     | Результат    | Місце        | Очки        | Місце       | Очки     | Місце    | Результат       | Місце           |
| -------------- | -------------- | ------------ | ------------ | ----------- | ----------- | -------- | -------- | --------------- | --------------- |
| Карлос Окендо  | BMX (чоловіки) | 35.341       | 14           | 9           | 2 Q         | 14       | 6        | Завершив виступ | Завершив виступ |
| Carlos Ramirez | BMX (чоловіки) | 35.423       | 19           | 11          | 4 Q         | 11       | 3 Q      | 35.517          | 3               |
| Маріана Пахон  | BMX (жінки)    | 34.508       | 1            | Н/Д         | Н/Д         | 3        | 1 Q      | 34.093          | 1               |

## Стрибки у воду
| Спортсмен         | Дисципліна                   | Попередні змагання | Попередні змагання | Півфінали        | Півфінали        | Фінал            | Фінал            |
| Спортсмен         | Дисципліна                   | Очки               | Місце              | Очки             | Місце            | Очки             | Місце            |
| ----------------- | ---------------------------- | ------------------ | ------------------ | ---------------- | ---------------- | ---------------- | ---------------- |
| Себастьян Моралес | трамплін, 3 метри (чоловіки) | 447.05             | 5 Q                | 406.55           | 11 Q             | 364.50           | 12               |
| Victor Ortega     | вишка, 10 метрів (чоловіки)  | 386.85             | 20                 | Завершив виступ  | Завершив виступ  | Завершив виступ  | Завершив виступ  |
| Себастьян Вілья   | вишка, 10 метрів (чоловіки)  | 350.40             | 25                 | Завершив виступ  | Завершив виступ  | Завершив виступ  | Завершив виступ  |
| Діана Пінеда      | трамплін, 3 метри (жінки)    | 276.90             | 23                 | Завершила виступ | Завершила виступ | Завершила виступ | Завершила виступ |

## Кінний спорт

### Конкур
| Спортсмен      | Кінь         | Дисципліна    | Кваліфікація | Кваліфікація | Кваліфікація    | Кваліфікація    | Кваліфікація    | Кваліфікація    | Кваліфікація    | Кваліфікація    | Фінал           | Фінал           | Фінал           | Фінал           | Фінал           | Загалом         | Загалом         |
| Спортсмен      | Кінь         | Дисципліна    | Раунд 1      | Раунд 1      | Раунд 2         | Раунд 2         | Раунд 2         | Раунд 3         | Раунд 3         | Раунд 3         | Фінал A         | Фінал A         | Фінал B         | Фінал B         | Фінал B         | Загалом         | Загалом         |
| Спортсмен      | Кінь         | Дисципліна    | Штрафні очки | Місце        | Штрафні очки    | Загалом         | Місце           | Штрафні очки    | Загалом         | Місце           | Штрафні очки    | Місце           | Штрафні очки    | Загалом         | Місце           | Штрафні очки    | Місце           |
| -------------- | ------------ | ------------- | ------------ | ------------ | --------------- | --------------- | --------------- | --------------- | --------------- | --------------- | --------------- | --------------- | --------------- | --------------- | --------------- | --------------- | --------------- |
| Даніель Блуман | Apardi       | Індивідуальні | 15           | 63           | Завершив виступ | Завершив виступ | Завершив виступ | Завершив виступ | Завершив виступ | Завершив виступ | Завершив виступ | Завершив виступ | Завершив виступ | Завершив виступ | Завершив виступ | Завершив виступ | Завершив виступ |
| Рене Лопес     | Con Dios III | Індивідуальні | 8            | =53 Q        | 13              | 21              | =55             | Завершив виступ | Завершив виступ | Завершив виступ | Завершив виступ | Завершив виступ | Завершив виступ | Завершив виступ | Завершив виступ | Завершив виступ | Завершив виступ |

## Фехтування
| Спортсмен            | Дисципліна                     | 1/32 фіналу            | 1/16 фіналу           | 1/8 фіналу         | Чвертьфінал        | Півфінал           | Фінал / БМ         | Фінал / БМ       |
| Спортсмен            | Дисципліна                     | Суперник Результат     | Суперник Результат    | Суперник Результат | Суперник Результат | Суперник Результат | Суперник Результат | Місце            |
| -------------------- | ------------------------------ | ---------------------- | --------------------- | ------------------ | ------------------ | ------------------ | ------------------ | ---------------- |
| Джон Едісон Родрігес | індивідуальна шпага (чоловіки) | Карюченко (UKR) W 15–7 | Імре (HUN) L 8–15     | Завершив виступ    | Завершив виступ    | Завершив виступ    | Завершив виступ    | Завершив виступ  |
| Саскіа ван Ервен     | індивідуальна рапіра (жінки)   | Bye                    | Мохамед (HUN) L 12–15 | Завершила виступ   | Завершила виступ   | Завершила виступ   | Завершила виступ   | Завершила виступ |

## Футбол

### Чоловічий турнір
Склад команди
Шаблон:Склад чоловічої збірної Колумбії з футболу на літніх Олімпійських іграх 2016
Груповий етап
Футбол на літніх Олімпійських іграх 2016 — чоловічий турнір – Group B
Шаблон:Чоловічий турнір з футболу на літніх Олімпійських іграх 2016, гра B1
Шаблон:Чоловічий турнір з футболу на літніх Олімпійських іграх 2016, гра B4
Шаблон:Чоловічий турнір з футболу на літніх Олімпійських іграх 2016, гра B6
Чвертьфінал
Шаблон:Чоловічий турнір з футболу на літніх Олімпійських іграх 2016, гра E4

### Жіночий турнір
Склад команди
Шаблон:Склад жіночої збірної Колумбії з футболу на літніх Олімпійських іграх 2016
Груповий етап
Футбол на літніх Олімпійських іграх 2016 — жіночий турнір – Group G
Шаблон:Жіночий турнір з футболу на літніх Олімпійських іграх 2016, гра G2
Шаблон:Жіночий турнір з футболу на літніх Олімпійських іграх 2016, гра G4
Шаблон:Жіночий турнір з футболу на літніх Олімпійських іграх 2016, гра G5

## Гольф
| Спортсмен     | Дисципліна | Раунд 1   | Раунд 2   | Раунд 3   | Раунд 4   | Загалом   | Загалом | Загалом |
| Спортсмен     | Дисципліна | Результат | Результат | Результат | Результат | Результат | Пар     | Місце   |
| ------------- | ---------- | --------- | --------- | --------- | --------- | --------- | ------- | ------- |
| Мар'яхо Урібе | жінки      | 70        | 71        | 74        | 66        | 281       | −3      | =19     |

## Гімнастика

### Спортивна гімнастика
Чоловіки
| Спортсмен | Дисципліна | Кваліфікація    | Кваліфікація       | Кваліфікація | Кваліфікація | Кваліфікація | Кваліфікація | Кваліфікація | Кваліфікація | Фінал  | Фінал  | Фінал  | Фінал  | Фінал  | Фінал  | Фінал   | Фінал |        |        |        |        |        |    |
| Спортсмен | Дисципліна | Вправа          | Вправа             | Вправа       | Вправа       | Вправа       | Вправа       | Загалом      | Місце        | Вправа | Вправа | Вправа | Вправа | Вправа | Вправа | Загалом | Місце |        |        |        |        |        |    |
| --------- | ---------- | --------------- | ------------------ | ------------ | ------------ | ------------ | ------------ | ------------ | ------------ | ------ | ------ | ------ | ------ | ------ | ------ | ------- | ----- | ------ | ------ | ------ | ------ | ------ | -- |
| Спортсмен | Дисципліна | Хоссімар Кальво | Абсолютна першість | 14.175       | 15.033       | 14.166       | 13.766       | Загалом      | Місце        | 15.400 | 14.966 | 87.506 | 13 Q   | 14.650 | 14.700 | Загалом | Місце | 14.433 | 14.833 | 15.366 | 14.933 | 88.915 | 10 |

Жінки
| Спортсменка   | Дисципліна | Кваліфікація     | Кваліфікація      | Кваліфікація | Кваліфікація | Кваліфікація | Кваліфікація     | Фінал            | Фінал            | Фінал            | Фінал            | Фінал            | Фінал |                  |                  |                  |                  |                  |                  |
| Спортсменка   | Дисципліна | Вправа           | Вправа            | Вправа       | Вправа       | Загалом      | Місце            | Вправа           | Вправа           | Вправа           | Вправа           | Загалом          | Місце |                  |                  |                  |                  |                  |                  |
| ------------- | ---------- | ---------------- | ----------------- | ------------ | ------------ | ------------ | ---------------- | ---------------- | ---------------- | ---------------- | ---------------- | ---------------- | ----- | ---------------- | ---------------- | ---------------- | ---------------- | ---------------- | ---------------- |
| Спортсменка   | Дисципліна | Каталіна Ескобар | Різновисокі бруси | Н/Д          | 13.058       | Загалом      | Місце            | Н/Д              | Н/Д              | 13.058           | 61               | Загалом          | Місце | Завершила виступ | Завершила виступ | Завершила виступ | Завершила виступ | Завершила виступ | Завершила виступ |
| колода        | Н/Д        | Н/Д              | 10.200            | Н/Д          | 10.200       | 82           | Завершила виступ | Завершила виступ | Завершила виступ | Завершила виступ | Завершила виступ | Завершила виступ |       |                  |                  |                  |                  |                  |                  |
| Вільні вправи | Н/Д        | Н/Д              | Н/Д               | 3.700        | 3.700        | 82           | Завершила виступ | Завершила виступ | Завершила виступ | Завершила виступ | Завершила виступ | Завершила виступ |       |                  |                  |                  |                  |                  |                  |

## Дзюдо
| Спортсмен     | Категорія        | 1/16 фіналу             | 1/8 фіналу              | Чвертьфінали             | Півфінали              | Втішний поєдинок   | Фінал / БМ               | Фінал / БМ       |
| Спортсмен     | Категорія        | Суперник Результат      | Суперник Результат      | Суперник Результат       | Суперник Результат     | Суперник Результат | Суперник Результат       | Місце            |
| ------------- | ---------------- | ----------------------- | ----------------------- | ------------------------ | ---------------------- | ------------------ | ------------------------ | ---------------- |
| Ядініс Амаріс | до 57 кг (жінки) | Г'якова (KOS) L 000–100 | Завершила виступ        | Завершила виступ         | Завершила виступ       | Завершила виступ   | Завершила виступ         | Завершила виступ |
| Юрі Альвеар   | до 70 кг (жінки) | Bye                     | Перес (PUR) W 000–000 S | Бернабеу (ESP) W 100–000 | Конвей (GBR) W 010–000 | Bye                | Татімото (JPN) L 000–100 | 2                |

## Регбі-7

### Жіночий турнір
Склад команди
- Шаблон:Склад жіночої збірної Колумбії з регбі-7 на літніх Олімпійських іграх 2016

Груповий етап
Шаблон:Підсумкова таблиця в групі A жіночого турніру з регбі-7 на літніх Олімпійських іграх 2016
Шаблон:Жіночий турнір з регбі-7 на літніх Олімпійських іграх 2016, гра A2
Шаблон:Жіночий турнір з регбі-7 на літніх Олімпійських іграх 2016, гра A3
Шаблон:Жіночий турнір з регбі-7 на літніх Олімпійських іграх 2016, гра A5
Півфінал за 9–12 місця
Шаблон:Жіночий турнір з регбі-7 на літніх Олімпійських іграх 2016, гра E1
Матч за 11-те місце
Шаблон:Жіночий турнір з регбі-7 на літніх Олімпійських іграх 2016, гра E3

## Вітрильний спорт
| Спортсмен       | Дисципліна      | Заплив | Заплив | Заплив | Заплив | Заплив | Заплив | Заплив | Заплив | Заплив | Заплив | Заплив | Заплив | Заплив | Очки | Підсумкове місце |
| Спортсмен       | Дисципліна      | 1      | 2      | 3      | 4      | 5      | 6      | 7      | 8      | 9      | 10     | 11     | 12     | M*     | Очки | Підсумкове місце |
| --------------- | --------------- | ------ | ------ | ------ | ------ | ------ | ------ | ------ | ------ | ------ | ------ | ------ | ------ | ------ | ---- | ---------------- |
| Сантьяго Грілло | RS:X (чоловіки) | 29     | 24     | 24     | 32     | DNF    | 24     | 28     | 23     | 14     | 29     | 35     | DNF    | EL     | 299  | 30               |

M = Медальний заплив; EL = Вибув – не потрапив до медального запливу

## Стрільба
| Спортсмен   | Дисципліна      | Кваліфікація | Кваліфікація | Півфінал        | Півфінал        | Фінал           | Фінал           |
| Спортсмен   | Дисципліна      | Очки         | Місце        | Очки            | Місце           | Очки            | Місце           |
| ----------- | --------------- | ------------ | ------------ | --------------- | --------------- | --------------- | --------------- |
| Даніло Каро | трап (чоловіки) | 110          | 27           | Завершив виступ | Завершив виступ | Завершив виступ | Завершив виступ |

Пояснення до кваліфікації: Q = Пройшов у наступне коло; q = Кваліфікувався щоб змагатись у поєдинку за бронзову медаль

## Плавання
| Спортсмен             | Дисципліна                       | Попередній заплив | Попередній заплив | Півфінал         | Півфінал         | Фінал            | Фінал            |
| Спортсмен             | Дисципліна                       | Час               | Місце             | Час              | Місце            | Час              | Місце            |
| --------------------- | -------------------------------- | ----------------- | ----------------- | ---------------- | ---------------- | ---------------- | ---------------- |
| Джонатан Гомес        | 200 метрів батерфляєм (чоловіки) | 1:56.65           | 15 Q              | 1:57.47          | 15               | Завершив виступ  | Завершив виступ  |
| Хорхе Мурільо Вальдес | 100 метрів брасом (чоловіки)     | 59.93 NR          | 14 Q              | 1:00.81          | 16               | Завершив виступ  | Завершив виступ  |
| Хорхе Мурільо Вальдес | 200 метрів брасом (чоловіки)     | 2:12.81           | 28                | Завершив виступ  | Завершив виступ  | Завершив виступ  | Завершив виступ  |
| Омар Пінзон           | 200 метрів на спині (чоловіки)   | 1:59.69           | 22                | Завершив виступ  | Завершив виступ  | Завершив виступ  | Завершив виступ  |
| Ісабелла Арсілья      | 50 метрів вільним стилем (жінки) | 25.35             | 30                | Завершила виступ | Завершила виступ | Завершила виступ | Завершила виступ |

## Синхронне плавання
| Спортсменка                      | Дисципліна | Обов'язкова програма | Обов'язкова програма | Довільна програма (попередня) | Довільна програма (попередня)    | Довільна програма (попередня) | Довільна програма (фінал) | Довільна програма (фінал)        | Довільна програма (фінал) |
| Спортсменка                      | Дисципліна | Очки                 | Місце                | Очки                          | Загалом (обов'язкова + довільна) | Місце                         | Очки                      | Загалом (обов'язкова + довільна) | Місце                     |
| -------------------------------- | ---------- | -------------------- | -------------------- | ----------------------------- | -------------------------------- | ----------------------------- | ------------------------- | -------------------------------- | ------------------------- |
| Естефанія Альварес Моніка Аранго | Дуети      | 80.3363              | 17                   | 80.4667                       | 160.8030                         | 17                            | Завершила виступ          | Завершила виступ                 | Завершила виступ          |

## Настільний теніс
| Спортсмен  | Дисципліна               | Попередній раунд   | Раунд 1                | Раунд 2            | Раунд 3            | 1/8 фіналу         | Чвертьфінали       | Півфінали          | Фінал / БМ         | Фінал / БМ       |
| Спортсмен  | Дисципліна               | Суперник Результат | Суперник Результат     | Суперник Результат | Суперник Результат | Суперник Результат | Суперник Результат | Суперник Результат | Суперник Результат | Місце            |
| ---------- | ------------------------ | ------------------ | ---------------------- | ------------------ | ------------------ | ------------------ | ------------------ | ------------------ | ------------------ | ---------------- |
| Lady Ruano | одиночний розряд (жінки) | Bye                | Vacenovská (CZE) L 0–4 | Завершила виступ   | Завершила виступ   | Завершила виступ   | Завершила виступ   | Завершила виступ   | Завершила виступ   | Завершила виступ |

## Тхеквондо
| Спортсмен     | Категорія           | 1/8 фіналу             | Чвертьфінали       | Півфінали          | Втішний поєдинок   | Фінал / БМ         | Фінал / БМ       |
| Спортсмен     | Категорія           | Суперник Результат     | Суперник Результат | Суперник Результат | Суперник Результат | Суперник Результат | Місце            |
| ------------- | ------------------- | ---------------------- | ------------------ | ------------------ | ------------------ | ------------------ | ---------------- |
| Оскар Муньйос | до 58 кг (чоловіки) | Браганса (POR) L 3–14  | Завершив виступ    | Завершив виступ    | Завершив виступ    | Завершив виступ    | Завершив виступ  |
| Доріс Патіньо | до 57 кг (жінки)    | Малак (EGY) L 0–13 PTG | Завершила виступ   | Завершила виступ   | Завершила виступ   | Завершила виступ   | Завершила виступ |

## Теніс
| Спортсмен                          | Дисципліна               | 1/32 фіналу             | 1/16 фіналу                       | 1/8 фіналу                          | Чвертьфінали       | Півфінали          | Фінал / БМ         | Фінал / БМ       |
| Спортсмен                          | Дисципліна               | Суперник Результат      | Суперник Результат                | Суперник Результат                  | Суперник Результат | Суперник Результат | Суперник Результат | Місце            |
| ---------------------------------- | ------------------------ | ----------------------- | --------------------------------- | ----------------------------------- | ------------------ | ------------------ | ------------------ | ---------------- |
| Хуан Себастьян Кабаль Robert Farah | Парний розряд (чоловіки) | Н/Д                     | Ербер / Маю (FRA) W 7–6(7–4), 6–3 | Джонсон / Сок (USA) L 4–6, 6–7(1–7) | Завершив виступ    | Завершив виступ    | Завершив виступ    | Завершив виступ  |
| Маріана Дуке-Маріньо               | одиночний розряд (жінки) | Кербер (GER) L 3–6, 5–7 | Завершила виступ                  | Завершила виступ                    | Завершила виступ   | Завершила виступ   | Завершила виступ   | Завершила виступ |

## Важка атлетика
Чоловіки
| Спортсмен                    | Категорія | Ривок     | Ривок | Поштовх   | Поштовх | Загалом | Місце |
| Спортсмен                    | Категорія | Результат | Місце | Результат | Місце   | Загалом | Місце |
| ---------------------------- | --------- | --------- | ----- | --------- | ------- | ------- | ----- |
| Хабіб Де Лас Салас Дела Роса | до 56 кг  | 119       | 8     | 147       | 8       | 264     | 6     |
| Óscar Figueroa               | до 62 кг  | 142       | 1     | 176       | 1       | 318     | 1     |
| Едвін Москера                | до 69 кг  | 140       | 16    | 170       | 16      | 310     | 16    |
| Луїс Хав'єр Москера          | до 69 кг  | 145       | 5     | 183       | 3       | 338     | *     |
| Андрес Кайседо               | до 77 кг  | 155       | 7     | 191       | 5       | 346     | 6     |

* Москера спочатку посів четверте місце позаду початкового бронзового медаліста Іззата Артикова з Киргизстану. Пізніше Артикова дискваліфікували, коли в його допінг-пробі знайшли заборонений препарат стрихнін. Бронзову медаль відібрали в Артикова і віддали Москері.
Жінки
| Спортсменка     | Категорія | Ривок     | Ривок | Поштовх   | Поштовх | Загалом | Місце |
| Спортсменка     | Категорія | Результат | Місце | Результат | Місце   | Загалом | Місце |
| --------------- | --------- | --------- | ----- | --------- | ------- | ------- | ----- |
| Ліна Рівас      | до 58 кг  | 96        | 8     | 120       | 7       | 216     | 7     |
| Мерседес Перес  | до 63 кг  | 104       | 5     | 130       | 4       | 234     | 4     |
| Лейді Соліс     | до 69 кг  | 110       | 4     | 143       | 3       | 253     | 4     |
| Убалдіна Валоєс | до 75 кг  | 111       | 5     | 136       | 4       | 247     | 4     |

## Боротьба
Легенда:
- VT – Перемога на туше.
- PP – Перемога за очками – з технічними очками в того, хто програв.
- PO – Перемога за очками – без технічних очок в того, хто програв.
- ST – Перемога за явної переваги – різниця в очках становить принаймні 8 (греко-римська боротьба) або 10 (вільна боротьба) очок, без технічних очок у того, хто програв.

Чоловіки
| Спортсмен       | Категорія | Кваліфікація       | 1/8 фіналу             | Чвертьфінал        | Півфінал           | Втішний поєдинок 1 | Втішний поєдинок 2 | Фінал / БМ         | Фінал / БМ |
| Спортсмен       | Категорія | Суперник Результат | Суперник Результат     | Суперник Результат | Суперник Результат | Суперник Результат | Суперник Результат | Суперник Результат | Місце      |
| --------------- | --------- | ------------------ | ---------------------- | ------------------ | ------------------ | ------------------ | ------------------ | ------------------ | ---------- |
| Карлос Ізкуердо | до 74 кг  | Bye                | Hasanov (AZE) L 0–4 ST | Завершив виступ    | Завершив виступ    | Завершив виступ    | Завершив виступ    | Завершив виступ    | 18         |

Греко-римська боротьба
| Спортсмен      | Категорія | Кваліфікація        | 1/8 фіналу         | Чвертьфінал        | Півфінал           | Втішний поєдинок 1 | Втішний поєдинок 2 | Фінал / БМ         | Фінал / БМ |
| Спортсмен      | Категорія | Суперник Результат  | Суперник Результат | Суперник Результат | Суперник Результат | Суперник Результат | Суперник Результат | Суперник Результат | Місце      |
| -------------- | --------- | ------------------- | ------------------ | ------------------ | ------------------ | ------------------ | ------------------ | ------------------ | ---------- |
| Карлос Муньйос | до 75 кг  | Бачі (HUN) L 0–4 ST | Завершив виступ    | Завершив виступ    | Завершив виступ    | Завершив виступ    | Завершив виступ    | Завершив виступ    | 20         |

Жінки
| Спортсменка       | Категорія | Кваліфікація        | 1/8 фіналу             | Чвертьфінал             | Півфінал            | Втішний поєдинок 1  | Втішний поєдинок 2  | Фінал / БМ          | Фінал / БМ |
| Спортсменка       | Категорія | Суперниця Результат | Суперниця Результат    | Суперниця Результат     | Суперниця Результат | Суперниця Результат | Суперниця Результат | Суперниця Результат | Місце      |
| ----------------- | --------- | ------------------- | ---------------------- | ----------------------- | ------------------- | ------------------- | ------------------- | ------------------- | ---------- |
| Carolina Castillo | до 48 кг  | Bye                 | Сотеара (CAM) W 4–0 ST | Янкова (BUL) L 1–3 PP   | Завершила виступ    | Завершила виступ    | Завершила виступ    | Завершила виступ    | 8          |
| Жаклін Рентерія   | до 58 кг  | Bye                 | Соверо (PER) W 3–1 PP  | Раткевич (AZE) L 1–3 PP | Завершила виступ    | Завершила виступ    | Завершила виступ    | Завершила виступ    | 8          |
| Андреа Олая       | до 75 кг  | Bye                 | Грей (USA) L 0–5 VT    | Завершила виступ        | Завершила виступ    | Завершила виступ    | Завершила виступ    | Завершила виступ    | 15         |